# Kempnyia tijucana
Kempnyia tijucana är en bäcksländeart som beskrevs av Dorville och Froehlich 1997. Kempnyia tijucana ingår i släktet Kempnyia och familjen jättebäcksländor. Inga underarter finns listade i Catalogue of Life.